# Visión de San Jerónimo
La Visión de San Jerónimo es una pintura al óleo sobre tabla de 343 cm x 149 cm, del maestro manierista Parmigianino, datada en 1526-1527 y conservada en la National Gallery de Londres.

## Historia
La obra fue encargada en Roma, el 3 de enero de 1526, por Maria Bufalini, esposa de Antonio Caccialupi, para decorar la capilla familiar en San Salvatore en Lauro. El contrato menciona a "Francesco Mazola de Parma" y un "Pietro" con el mismo apellido, identificable con su tío Pier Ilario Mazzola. La forma alta y estrecha de la tabla es debida al hecho de que debía ser el panel central de un tríptico, cuyas alas, nunca realizadas, debían representar la Inmaculada Concepción, a la cual estaba dedicada la capilla, y los Santos Joaquín y Ana. No está claro qué partes debería pintar Parmigianino y cuales su tío.

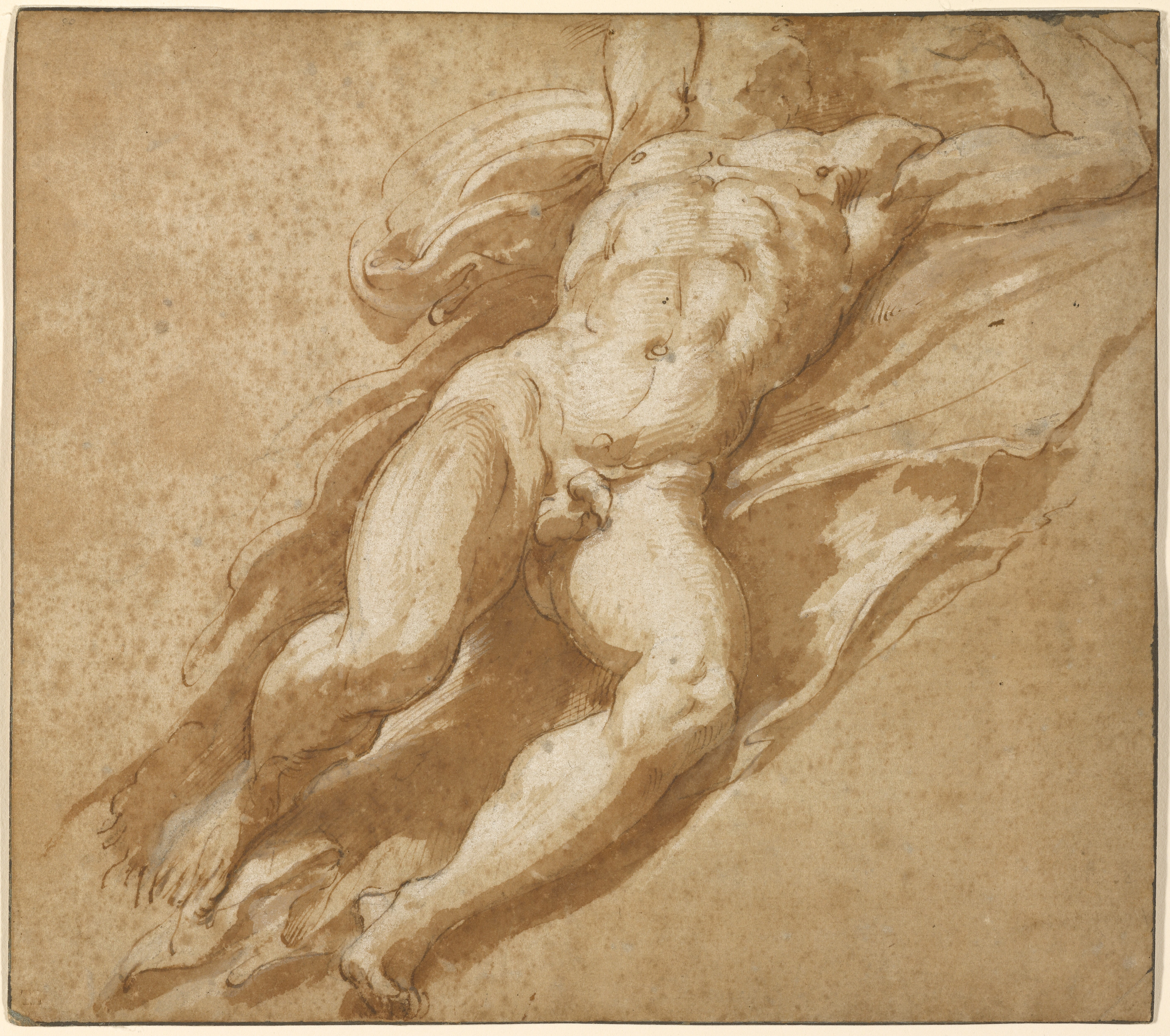
Estudio de figuras para la Visión de San Jerónimo, Getty Center.

La tabla es citada por Vasari como aquella en la cual el pintor estaba trabajando al momento del Saco de Roma en mayo de 1527, viéndose interrumpido por los violentos saqueos de las tropas imperiales. Parmigianino pudo escapar pagando un rescate en pinturas, grabados y dibujos, mientras Pier Ilario se mantuvo en la ciudad pudiendo esconder la obra en el refectorio de Santa Maria della Pace.
Parmigianino no regresó nunca a la Ciudad eterna, por lo que solo la tabla central fue realizada. En 1558 los Bufalini decidieron transferirla a su capilla en San Agostino en Città di Castello donde la adquirió en 1790 el pintor inglés James Durno. Transferida a Inglaterra fue revendida al marqués de Albercorn por 1.500 guineas. Pasó luego a los señores Dawis y Taylor y luego al reverendo Holwell Carr, que en 1826 la cedió al museo londinense.
Se conocen varios bocetos preparatorios, en el Museo Condé, el Museo Británico y otras hojas menores en otras colecciones, en total unos veinte dibujos que atestiguan la larga investigación de una solución compositiva satisfactoria. Un dibujo en la Galería Nacional de Parma, es el que más se acerca a la versión definitiva, aunque muestra un formato horizontal.

## Descripción y estilo

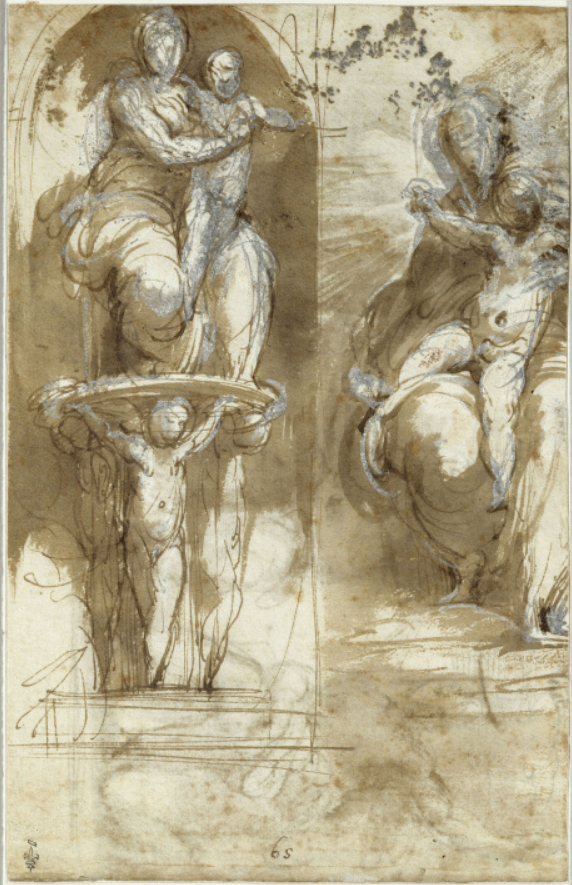
Estudio de figuras para la Visión de San Jerónimo, Museo Condé.

La pintura se divide en dos registros superpuestos, uno terreno donde al fondo San Jerónimo duerme sujetando un crucifijo, con su tradicional sombrero cardenalicio abandonado en tierra con una calavera, teniendo una visión onírica de San Juan Bautista reconocible por su túnica de piel, la larga vara cruciforme y la patena con que administrar bautismos atada al cinturón, en primer plano en genuflexión, con su gesto más típico de Precursor, señalando al Niño, representado en la mitad superior, la celestial, mientras resbala del regazo de la madre, una deslumbrante Madonna sentada sobre un arco lunar y nubes, iluminada por una brillante emisión de luz divina detrás de ella, inspirada en las visiones de Correggio. La composición se asienta así sobre planos verticales en rápida sucesión, sin interés en definir un espacio geométricamente mensurable, pero que al contrario aparece sin ambages antinatural y vertiginoso.
La Madonna muestra influencia rafaelesca en la pose y relación con el Hijo (la Madona de Foligno estaba en la época visible en Roma), así como en la gama cromática, en tonos intensos. La figura del Bautista, que en primer plano mira hacia el espectador y efectúa un elegante giro para señalar la aparición divina detrás de sí, recuerda las figuras solemnes de Miguel Ángel, con su musculatura marcada y pose compleja. La misma pose del Niño, que resbala de pie del regazo de la Madre remite a la Madonna de Brujas de Buonarroti, y a la Virgen del jilguero de Rafael. El brazo doblado de Jerónimo dormido procede en cambio de obras de Correggio, como la Venus y Amor descubiertos por un sátiro o el San Roque en la Madonna de San Sebastián.

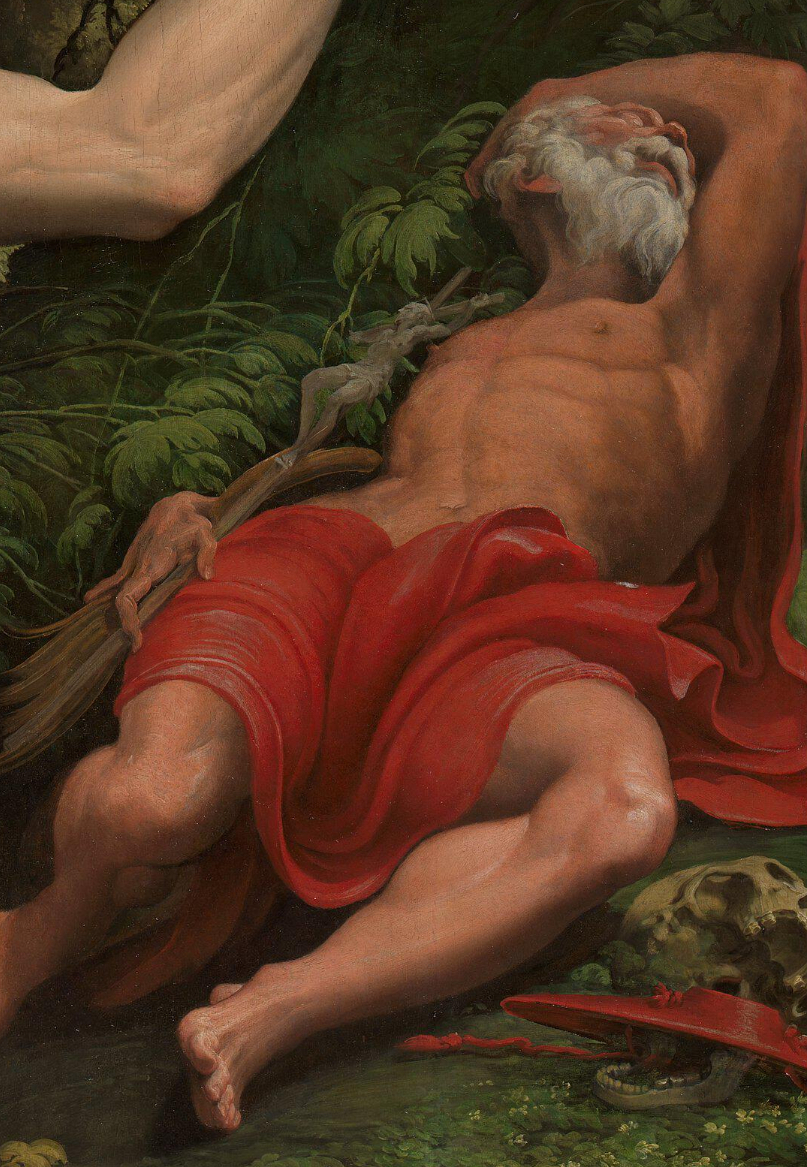
San Jerónimo, detalle.

Numerosos detalles son verdaderos elementos de virtuosismo, como la cruz de caña del Bautista, nunca hasta entonces representada con tan exacto realismo, la piel a manchas que lo cubre, la maleza a los pies del santo dormido, a los reflejos de los pliegues formados en la túnica sedosa sobre el pecho de María, de reminiscencia escultural, vistos quizás sobre antiguas estatuas de inspiración helenística. Extraordinario es también el Niño desnudo en el centro, más mayor de lo común y con actitud juguetona mientras resbala del regazo materno para proyectarse hacia el espectador, a quien dirige la mirada, con una mano sujetando un librito abierto sobre el muslo de María y la otra tocándose los rizos dorados con el codo doblado, cerca de donde María mantiene casualmente la palma del martirio, cerrada en un pensamiento melancólico. Se trata de posturas ya manieristas: muy estudiadas, casi antinaturales y de aristocrática elegancia.
Muy original es el efecto de verticalidad, que del Bautista, por medio de su gesto, se transmite al rostro de la Virgen. A este se contraponen varios avances espaciales en profundidad, por medio de atrevidos escorzos, como el cuerpo de Jerónimo o el mismo Niño adelantando un pie hacia el espacio del espectador. Seguramente Parmigianino quería sorprender en el ambiente romano con una obra descaradamente innovadora, que reelabora inspiraciones de los más grandes maestros entonces activos en la ciudad.
Existe una copia de Lovere, en la Academia Tadini.